# Maria Karapetyan
Maria Karapetyan (Vanadzor, 20 de febrero de 1988) es una política armenia y miembro de la Asamblea Nacional de Armenia por el Contrato Civil. Ha trabajado como profesora en Quality Schools International en Ereván y fue elegida al parlamento en 2018. Es feminista y conocida por su apoyo a la comunidad LGBT armenia.

## Primeros años y educación
Maria Karapetyan nació el 20 de febrero de 1988 en Vanadzor, Armenia Soviética. Estudió Comunicación Intercultural en la Universidad Estatal de Ereván Brusov, donde obtuvo una licenciatura en 2008 y una maestría en 2010. Luego se mudó a Roma, Italia, donde estudió Cooperación Internacional, Derechos Humanos y Políticas de la Unión Europea en la Universidad de Roma entre 2013 y 2015. Al mismo tiempo, también fue aceptada como alumna de la Cittadella della Pace en Rondine, Arezzo.

## Carrera profesional
Después de obtener su licenciatura, trabajó como profesora en Quality Schools International en Ereván desde 2008 hasta 2013. Entre 2011 y 2018 formó parte del comité editorial de la edición del Cáucaso del Journal of Conflict Transformation.

## Carrera política
El activismo político de Karapetyan comenzó con su oposición a Serzh Sargsián. Por la noche, junto con un grupo de activistas políticos, roció el lema Merzhir Serzhin («Rechaza a Serzh») en calles prominentes de Ereván en apoyo de la Revolución de Terciopelo en Armenia en 2018. Se hizo conocida por su llamado discurso de las Hermanas, en el que defendía la igualdad de derechos para mujeres y hombres en la Plaza de la República en Ereván. En las elecciones parlamentarias de diciembre de 2018, fue elegida como candidata del Contrato Civil dentro de la Alianza Mis Pasos.